# Niitaka-Klasse
Die Niitaka-Klasse (japanisch 新高型防護巡洋艦 Niitaka-gata bōgojun'yōkan) war eine Klasse von zwei Geschützten Kreuzern der Kaiserlich Japanischen Marine, die von 1904 bis 1936 in Dienst standen.

## Geschichte
Die beiden Schiffe der späteren Niitaka-Klasse wurden als Kreuzer 3. Klasse eingestuft und waren die zweite Kreuzerklasse die vollständig auf japanischem Entwurf basierte. Im Unterschied zur Suma-Klasse waren die Verdrängung bzw. Abmessungen gestiegen und die Artillerie hatte sich weiterentwickelt. Hierbei führte die Kombination aus einer schwereren und im Schwerpunkt tiefer liegenden Bewaffnung, zu einem seetüchtigeren und leistungsfähigeren Schiff, das viele andere zeitgenössische Geschützte Kreuzer übertraf.
Die im Jahr 1897 georderten Schiffe wurden bei den Marinewerften in Kure und Yokosuka im Oktober 1901 bzw. Januar 1902 auf Kiel gelegt und bis Februar 1904 in Dienst gestellt.

## Einheiten
| Name            | Bauwerft             | Kiellegung      | Stapellauf        | Indienststellung | Verbleib                                                                                            |
| --------------- | -------------------- | --------------- | ----------------- | ---------------- | --------------------------------------------------------------------------------------------------- |
| Niitaka (新高)  | Marinewerft Yokosuka | 7. Januar 1902  | 15. November 1902 | 27. Januar 1904  | Am 26. August 1922 im Sturm vor Kamtschatka auf Grund gelaufen und verloren gegangen.               |
| Tsushima (対馬) | Marinewerft Kure     | 1. Oktober 1901 | 15. Dezember 1902 | 14. Februar 1904 | Außer Dienst 1936, anschließend Nutzung als Zielschiff Haikan Nr. 10 und 1944 als solches versenkt. |

## Technische Beschreibung

### Rumpf
Der Rumpf der Kreuzer der Niitaka-Klasse wurde als Glattdecker und mit Rammbug ausgeführt. Er war 103,42 Meter (Kielwasserlinie) lang, 13,44 Meter breit und hatte bei einer Einsatzverdrängung von 3776 Tonnen einen Tiefgang von 4,91 Metern.

#### Panzerung
Der Panzerschutz des Rumpfes bestand aus einem 76 Millimeter starken Panzerdeck. Der Gefechtsstand, also die kleine Befehlszentrale im Brückenaufbau, von der im Notfall die wichtigsten Schiffssysteme gesteuert werden konnten, hatte ein Stärke von 100 Millimeter.

### Antrieb
Der Antrieb erfolgte durch sechzehn kohlebefeuerte Dampferzeuger – Kessel von Niclausse – und zwei 4-Zyl.-Mehrfach-Expansionsmaschinen mit denen eine Gesamtleistung von 9500 PS (6987 kW) erreicht wurde. Diese gaben ihre Leistung an zwei Wellen mit je einer Schraube ab. Die Höchstgeschwindigkeit betrug 20 Knoten (37 km/h) und die maximale Fahrstrecke 4000 Seemeilen (7408 km) bei 10 Knoten, wofür 600 Tonnen Kohle gebunkert werden konnten.

### Bewaffnung
Die Bewaffnung bestand aus sechs 15,2-cm-Geschützen mit Kaliberlänge 45 Typ 41 und zehn 7,62-cm-Geschützen mit Kaliberlänge 40 Typ 41. Zusätzlich waren zur Bekämpfung von Torpedobooten vier 4,7-cm-Geschütze von Hotchkiss aufgestellt.

## Besatzung
Die Besatzung hatte eine Stärke von 320 Offizieren, Unteroffizieren und Mannschaften.

## Bemerkungen
1. ↑  In manchen Quellen auch als Tsushima-Klasse bezeichnet, da diese vor der Niitaka auf Kiel gelegt wurde.